# Alstroemeria aquidauanica
Alstroemeria aquidauanica este o specie de plante monocotiledonate din genul Alstroemeria, familia Alstroemeriaceae, descrisă de Pierfelice Ravenna.  Conform Catalogue of Life specia Alstroemeria aquidauanica nu are subspecii cunoscute.